# .name
El nombre de dominio .name (.nombre) es un dominio de nivel superior genérico (gTLD por sus siglas en inglés) del Sistema de Nombres de Dominio de Internet. Forma parte de los nuevos dominios genéricos creados en el año 2001 por el ICANN, junto a los dominios .info, .biz, .museum, .aero. Su uso está previsto para la representación de nombres personales, sobrenombres, nombres de usuario, pseudónimos u otros tipos de marcas de identificación de personas.

## Historia
Este dominio de nivel superior fue delegado inicialmente a Global Name Registry en 2001 y comenzó a operar plenamente en enero de 2002. En febrero de 2009, su operación pasó a manos de Verisign.
Los nombres de dominios .name se pueden registrar en el segundo (john.name) y en el tercer nivel (john.doe.name), respectivamente. Asimismo, también es posible registrar direcciones de correo electrónico de la forma john(a)doe.name. Una dirección de correo de ese tipo puede que tenga que ser una cuenta de envío y requerir de otra dirección de correo electrónico como dirección de destinatario, o bien puede ser tratada como una dirección de correo electrónico convencional (como john(a)doe.com), dependiendo del registrador.
Cuando se registra un dominio en el tercer nivel (john.doe.name), el segundo nivel (doe.name, en este caso) es compartido y no puede ser registrado por ningún otro individuo. Los otros dominios de segundo nivel como johndoe.name, en tanto, no se ven afectados por esta restricción.
Cuando se lanzó el dominio de nivel superior por primera vez, solo había disponibles registros en el tercer nivel (y direcciones de correos de envío). Los registros de segundo nivel, en tanto, se pusieron a disposición en enero de 2004. La estructura original que se pensaba para los nombres de dominio .name era: nombre.apellido.name, de manera que un individuo pudiera obtener un dominio que correspondiera a su nombre real.
En noviembre de 2009, se puso a disposición Nombres de Dominio Internacionalizados (IDN por sus siglas en inglés) para nombres de dominios de segundo y tercer nivel. Los IDNs son nombres de dominio que se representan en las aplicaciones de usuarios en los alfabetos de los idiomas locales.
El servicio whois de name está disponible en el URL: http://whois.nic.name. Los registros de los nombres de dominio para .name se pueden llevar a cabo con registradores acreditados por la Corporación de Internet para la Asignación de Nombres y Números (ICANN por sus siglas en inglés).
A fines de septiembre de 2007, investigadores de seguridad acusaron a Global Name Registry de ser un refugio de hackers debido a su política de cobrar por las consultas en los directorios de Whois. En esa oportunidad, se criticó la venta de la información de los registros de dominios .name por US$2 por consulta como un obstáculo a los esfuerzos de la comunidad para localizar y eliminar las máquinas propagadoras de software malicioso, autómatas y servidores de control de botnets ubicados en .name. No obstante, el registro ofrece búsquedas ilimitadas gratuitas para los usuarios legítimos mediante el programa de acceso Extensive Whois.